# Agata Maranciuc
Agata Maranciuc (ros. Агафия Маранчук; ur. 1817 w Păsățel, zm. 9/22 czerwca 1843 w monasterze Cușelăuca) – mołdawska prawosławna posłusznica, święta prawosławna.

## Życiorys
Pochodziła z głęboko wierzącej rodziny chłopskiej Ioana i Eudochii Maranciuków. Niektóre źródła podają jako datę jej urodzenia 1817, według innych nie ma na ten temat pewnych informacji, także miejsce urodzenia podaje się jako prawdopodobne. Jako dziecko uległa wypadkowi, wpadając do głębokiej studni; od tego momentu była niezdolna do samodzielnego poruszania się. Przebywając stale w domu, pocieszała ubogich i chorych, cerkiewna tradycja przypisuje jej modlitwom moc uzdrawiania. W wieku czternastu lat, według legendy po tym, gdy objawiła jej się Matka Boża, wstąpiła do monasteru Cușelăuca, gdzie przeżyła resztę życia. Nigdy nie złożyła wieczystych ślubów mniszych i zmarła w 1843 jako posłusznica. Jej grób na terenie klasztoru szybko stał się miejscem pielgrzymek; wierni modlili się przy nim o uzdrowienia, według cerkiewnej tradycji dochodziło w tym miejscu do cudów. W 1996, podczas rekonstrukcji starego cmentarza, przypadkowo otwarto jej grób, co według prawosławnych źródeł doprowadziło do odkrycia, że szczątki Agaty nie rozłożyły się.
15 lipca 2016 Święty Synod Rosyjskiego Kościoła Prawosławnego, na wniosek autonomicznego Mołdawskiego Kościoła Prawosławnego, zdecydował o kanonizacji posłusznicy z tytułem błogosławionej, dla kultu lokalnego. Ceremonia kanonizacji odbyła się 24 września tego samego roku w monasterze, z którym była związana kobieta. Uroczystości przewodniczył metropolita kiszyniowski i całej Mołdawii Włodzimierz w asyście pozostałych biskupów Mołdawskiego Kościoła Prawosławnego.
Relikwie Agaty wystawione są dla kultu w głównej cerkwi Zaśnięcia Matki Bożej monasteru Cușelăuca. Przypisuje się im szczególną moc leczenia bólów głowy i nowotworów. Dniem wspomnienia Agaty jest rocznica śmierci.